# Elrep

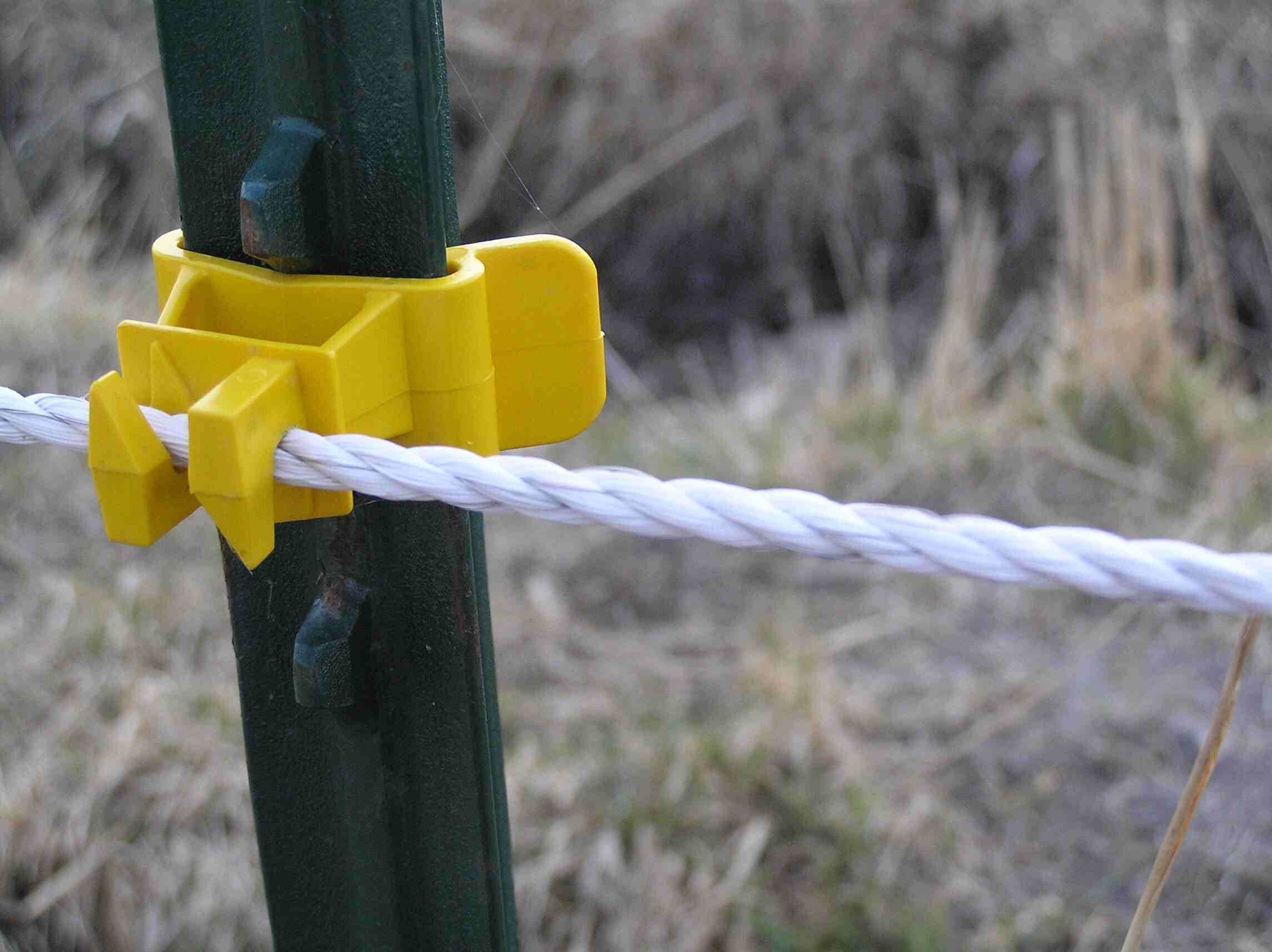
Elrep som löper genom en isolator

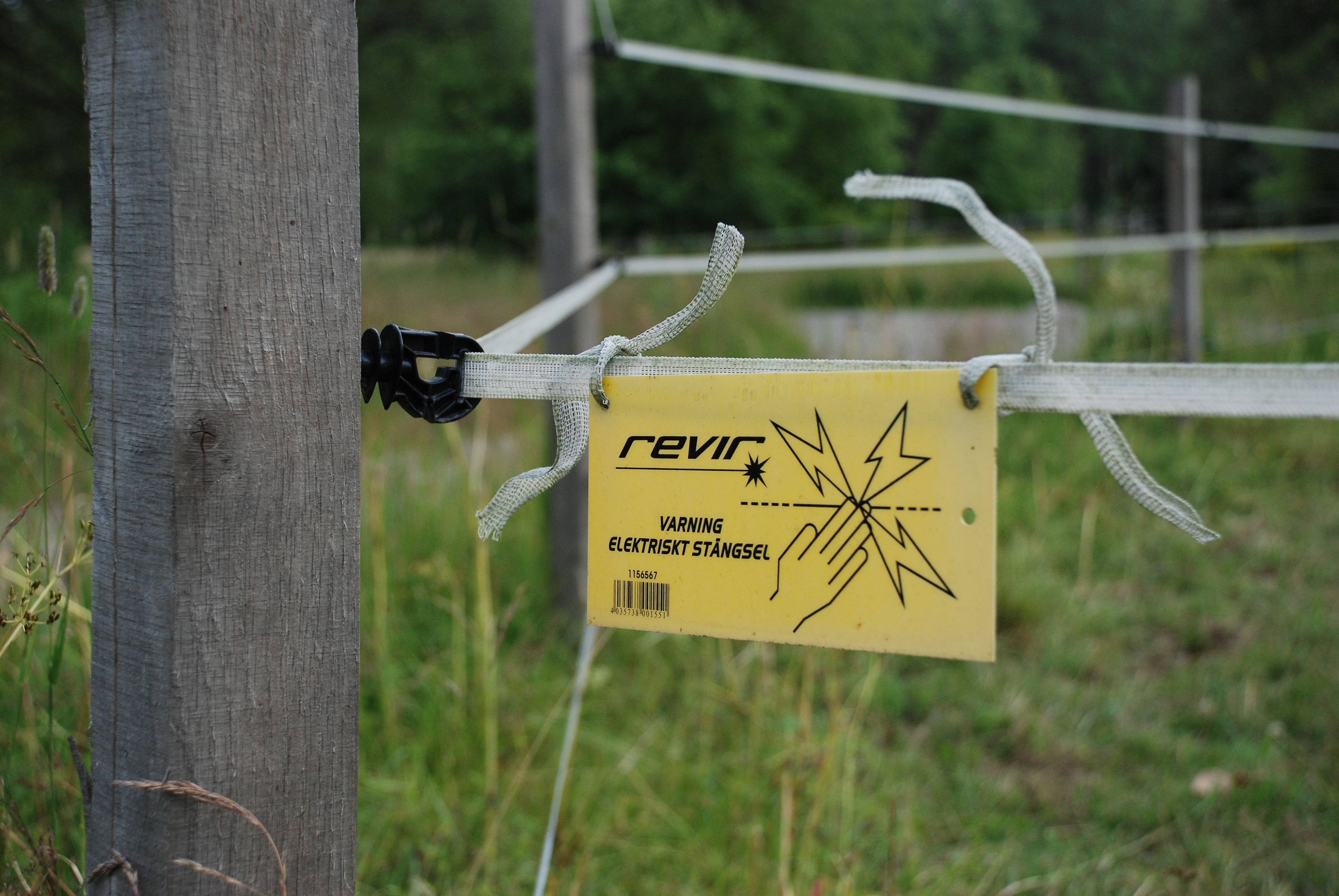
Elband kring inhägnad för hästar

Ett elrep är ett rep flätat av polyestertrådar eller andra plastmaterial, med inflätade elektriskt ledande trådar. Det används som elstängsel på ställen där man vill att djur och människor ska kunna se var stängslet går, och där det är viktigt att stängseltråden inte får något vindfång.
För att skarva elrep används replås. Det är viktigt att sådana används för att få bra elektrisk kontakt. Om man knyter ihop två repändar finns det risk att tillräckligt mycket elenergi inte leds fram samt att man får överslag av el som tickar och oroar djuren, eller i värsta fall riskerar att bränna av repet.
Ett elband är i sin tur ett band vävt av polyestertrådar eller andra plastmaterial, med invävda elektriskt ledande trådar. Det används som elstängsel på ställen där det är viktigt att djur eller människor ser var elstängslet går, till exempel vid åar, vägar, m.m.
Elband är relativt dyra och har tendens att gå av på grund av vindfånget, men är som sagt visuellt bra som avgränsare.